# Imellem os
Imellem os er en dansk kortfilm fra 2009 instrueret af Henrik Ruben Genz.

## Handling
Denne artikel mangler et handlingsreferat. Hjælp os med at skrive det.